# Пруденсио, Нелсон
Нелсон Пруденсио (порт. Nelson Prudêncio; 4 апреля 1944, Линс, Сан-Паулу — 23 ноября 2012, Сан-Паулу) — бразильский легкоатлет, серебряный призёр олимпийских игр 1968 года и бронзовый призёр Олимпийских игр 1972 года в тройном прыжке, экс-рекордсмен мира в этой дисциплине.

## Спортивная биография
В 1965 г. с результатом 14,52 м спортсмен впервые становится чемпионом Бразилии, на этих соревнованиях, проводившихся один раз в два года он оставался непобедимым до 1971 года, а в 1967 году с результатом 6,82 м он одновременно завоевал «золото» и прыжках в длину. В том же 1967 году выигрывает Панамериканские игры в Виннипеге (16,45 м).
До начала Олимпийских игр в Мехико (1968) его лучший результат в сезоне составлял 16,30 м, квалификацию прыгну закончил четвёртым (16,46 м), но финале он обновил мировой рекорд (17,27 м), однако в шестой попытке советский спортсмен Виктор Санеев поставил победную точку — 17,39 м; бразилец остался на втором месте. На Панамериканских играх в Кали (1971) также остался вторым вслед за кубинцем Педро Пересом. На Олимпиаде в Мюнхене (1972) выиграл бронзовую медаль, показав результат 17,05 м.
На Панамериканских играх в Мехико (1975) занял четвёртое место (16,85 м), а не своей третьей Олимпиаде в Монреале (1976) спортсмен не смог пройти квалификацию.